# Цихрус видовжений
Цихрус видовжений (лат. Cychrus attenuatus) — вид жуків родини Carabidae, ендемік Європи. Зустрічається в Австрії, Бельгії, Боснії і Герцеговині, Хорватії, Чехії, материковій Франції, Німеччині, Угорщині, материковій Італії, Ліхтенштейні, Люксембурзі, Молдові, Північній Македонії, Польщі, Румунії, Словаччині, Словенії, Швейцарії та Україні.